# Nymphon sarsii
Nymphon sarsii is een zeespin uit de familie Nymphonidae. De soort behoort tot het geslacht Nymphon. Nymphon sarsii werd in 1899 voor het eerst wetenschappelijk beschreven door Meinert. 